# 岐阜県立国際園芸アカデミー
岐阜県立国際園芸アカデミー（ぎふけんりつこくさいえんげいアカデミー、英称:Gifu International Academy of Horticulture）とは、岐阜県が運営する専修学校。2004年（平成16年）開校。
園芸の他、緑化、花卉、造園など、花と緑に関わる分野を学ぶ専修学校である。実習は園内のほか、花フェスタ記念公園などでも行なわれる。

## 学科
- マイスター科

優れた園芸技術を持つ人材の育成。入学には高等学校卒業以上の学力、またはこれと同等の学力が必要。履修期間は2年。
専攻コースは、生産コース（花と緑の効率的生産や管理手法など）、装飾コース（花と緑の空間装飾の技術や管理手法）、造園緑化コース（庭や緑化などによるデザインや施工技術など）がある。
その他、一般向けの生涯学習部門として、一般講座と専門講座がある。

### かつて存在した学科
- 上級マイスター科（平成24年度をもって廃止）[3]

花と緑のデザインを通じて様々な提案を行なう人材の養成。入学には短期大学卒業以上の学力、またはこれと同等の学力が必要。履修期間は4年（前期課程2年・後期課程2年）だが、前期課程2年のみ、後期課程2年のみの履修も可能である。
専攻コースは、生産コース（生産分野、流通分野など）、装飾コース（装飾分野、造園分野など）、環境コース（環境分野、景観分野など）がある。

## 所在地
- 岐阜県可児市塩1094-8

## 交通
- 名古屋鉄道広見線可児川駅より徒歩約30分